# Fontaines (Yonne)
Fontaines es una comuna de Francia situada en el departamento de Yonne, en la región de Bourgogne-Franche-Comté.

## Demografía
| 479 | 443 | 413 | 416 | 404 | 437 | 471 |
| Para los censos de 1962 a 1999 la población legal corresponde a la población sin duplicidades (Fuente: INSEE [Consultar]) |     |     |     |     |     |     |